# Festa mòbil
Una festa mòbil és una celebració que no té un dia concret assignat al calendari, sinó que varia segons els anys.

## En el Cristianisme
El calendari litúrgic cristià es calcula a partir de Nadal i del diumenge de Pasqua
- A partir del dia de Nadal, que sempre se celebra el 25 de desembre, es calcula:
  - Advent, des del primer diumenge d'Advent, que és el quart diumenge anterior a Nadal, fins al 24 de desembre inclòs. Així l'Advent pot començar entre el 27 de novembre i el 3 de desembre i pot tenir entre 21 i 28 dies.
- A partir del diumenge de Pasqua, que és el primer diumenge que segueix a la primera lluna plena de la primavera, es determinen les altres festes:
  - Carnestoltes, festivitat pagana que la tradició fa celebrar abans de la Quaresma
    - Dijous gras, primer dia de Carnestoltes, és el dijous anterior al dimecres de Cendra

  - Quaresma, 
    - Dimecres de Cendra, primer dia de la Quaresma, 46è dia abans del diumenge de Pasqua no inclòs

  - Pasqua
    - Diumenge de Rams, diumenge anterior al diumenge de Pasqua
    - Dijous Sant, dijous anterior al diumenge de Pasqua
    - Divendres Sant, divendres anterior al diumenge de Pasqua
    - Diumenge de Pasqua, o de Resurrecció, entre el 23 de març i el 26 d'abril (primer diumenge després de primera lluna de primavera)
    - Dilluns de Pasqua o Pasqua Florida, endemà del diumenge de Pasqua

  - Ascensió, 40è dia, sempre dijous, comptat des del diumenge de Pasqua inclòs
  - Pentecosta, Segona Pasqua o Pasqua Granada, 50è dia, sempre dilluns, comptant des del diumenge de Pasqua no inclòs
  - Corpus Christi, 60è dia, sempre dijous, comptant des del diumenge de Pasqua no inclòs

## Altres tradicions
Als Països Catalans
- Dia de la Mare
  - A l'estat espanyol, primer diumenge de maig
  - A l'estat francès, darrer diumenge de maig

Estats Units
- Dia d'acció de gràcies, en el quart dijous de novembre, encara que hi ha variants
- Black Friday o divendres negre, dia de compres a l'endemà del dia d'acció de gràcies